# Cantón de Lauterbourg
El cantón de Lauterbourg era una división administrativa francesa, que estaba situada en el departamento de Bajo Rin y la región de Alsacia.

## Composición
El cantón estaba formado por cinco comunas:
- Lauterbourg
- Neewiller-près-Lauterbourg
- Niederlauterbach
- Salmbach
- Scheibenhard

## Historia
El cantón se estableció el 4 de marzo de 1790 durante la instauración de los departamentos franceses. Entonces formaba parte del "distrito de Wissembourg".
Con el establecimiento de los arrondissements, el 17 de febrero de 1800 pasa a formar parte del arrondissement de Wissembourg.
De 1871 a 1919 no hubo ninguna estructura municipal inferior al "Kreis Weißenburg".
Desde el 28 de junio de 1919 el cantón vuelve a formar parte del arrondissement de Wissembourg.

## Geografía
El cantón de Lauterbourg limita al norte con el distrito alemán de Germersheim (Renania-Palatinado), al este con el distrito alemán de Rastatt (Región de Karlsruhe, Baden-Württemberg), al sur con el cantón de Seltz y al oeste con el cantón de Wissembourg.

## Supresión del cantón de Lauterbourg
En aplicación del Decreto n.º 2014-185 de 18 de febrero de 2014, el cantón de Lauterbourg fue suprimido el 22 de marzo de 2015 y sus 5 comunas pasaron a formar parte del nuevo cantón de Wissembourg.